# Розтріщеник зануренокоробочковий
Розтріщеник зануренокоробочковий (Schistidium apocarpum) — вид мохів порядку гріміальних (Grimmiales).

## Поширення
Батьківщиною є Європа, Африка, Північна Америка,, Південна Америка, Азія, Австралія, Нова Зеландія, субантарктичні острови.
Населяє скелі в дещо затінених місцях; на висотах від 0 до 1500 м.

## Характеристика
Рослини у відкритих пучках або килимках, від оливкового до коричневого (чорного) забарвлення, іноді з жовтуватими відтінками. Стебла 1.2–12 см. Листки прямі чи зігнуті, яйцювато-ланцетні, (1.3)1.7–2.5(3.2) мм; краї зазвичай загнуті на всьому протязі або безпосередньо перед вершиною, зазвичай зубчасті дистально; верхівки гострі чи тупуваті. Статевий стан автоіктичний (чоловічі й жіночі органи на одній рослині, але на окремих гілках). Коробочка темно-червона або коричнева, короткоциліндрична, 0.7–1.3 мм. Спори 11-14(19) мкм, гладкі чи зернисті. Коробочки дозрівають від пізньої весни до початку літа.